# Blasconuño de Matacabras
Blasconuño de Matacabras è un comune spagnolo di 21 abitanti situato nella comunità autonoma di Castiglia e León.